# Inside Man
Inside Man è un film del 2006 diretto da Spike Lee.
La pellicola, scritta da Russell Gewirtz, è interpretata da Denzel Washington, Clive Owen, Jodie Foster, Christopher Plummer, Willem Dafoe e Chiwetel Ejiofor.
Ha incassato negli Stati Uniti oltre 88 milioni di dollari ed è ad oggi il più grande incasso del regista. Il film è stato girato in soli 43 giorni.

## Trama
New York, USA. Cinque rapinatori armati, travestiti con delle tute da imbianchino, irrompono in una filiale della banca Manhattan Trust. Dipendenti e clienti della banca vengono tenuti in ostaggio e fatti vestire con tute identiche a quelle dei rapinatori. Sul posto arrivano i detective Keith Frazier e Bill Mitchell, che coordinano il reparto di polizia del capitano John Darius. Intanto il presidente della Manhattan Trust, Arthur Case, viene avvisato della rapina e del sequestro in corso: la sua preoccupazione è alta poiché in una cassetta di sicurezza del caveau è custodito il segreto del suo successo. Per fare sì che questo non venga rivelato a nessuno, contatta un'esperta in mediazioni internazionali, Madeline White.
Forte della protezione politica del sindaco di New York, Madeline White convince Frazier a collaborare con lei in cambio di una promozione e della cancellazione dell'inchiesta in cui è indagato. La White ottiene il permesso di entrare nell'istituto di credito per parlare con il capo dei rapinatori, Dalton. Durante la loro conversazione emerge il segreto del successo economico del signor Case. Nella cassetta di sicurezza 392 (che non figura nei registri della banca) sono custoditi documenti comprovanti i rapporti di favore durante la seconda guerra mondiale tra il presidente della banca, allora giovane affarista, e i nazisti: Case si è arricchito appropriandosi del denaro e dei gioielli degli ebrei deportati nei campi di concentramento.
Oltre ai documenti nella cassetta sono custoditi innumerevoli diamanti e un anello di Cartier. Dalton si rifiuta di consegnare il tutto, dato che la vera intenzione della banda non è rapinare, ma proprio acquisire i documenti e i gioielli e mettere Case con le spalle al muro, in quanto così il segreto del suo successo sarebbe in pericolo. Intanto nella banca i rapinatori dividono gli ostaggi e, abilmente, si confondono a turno con loro facendosi passare anch'essi per sequestrati. Individuata la stanza degli attrezzi, iniziano a effettuare dei lavori simili a un restauro di interni. Il detective Frazier comincia a trattare con Dalton prima per telefono e poi durante un incontro concordato nella banca. Nonostante i due giungano allo scontro fisico, nasce fra essi una forma di rispetto: Frazier arriva a confidare che non può permettersi di sposare la sua fidanzata e Dalton sostiene che l'amore debba superare le difficoltà economiche.
I reparti speciali della polizia sono pronti a irrompere nell'edificio, ma Frazier temporeggia. In seguito all'uccisione di un ostaggio (che poi si rivelerà una messinscena), la polizia predispone un'incursione armata. Il gruppo dei banditi riesce intanto a mescolarsi agli ostaggi e a creare una grande confusione. Tutti escono contemporaneamente dalla banca, fatta eccezione per Dalton, che si rifugia in un nascondiglio costruito precedentemente portando con sé i diamanti di Case e i documenti incriminanti. Viene infatti rivelato che nella stanza degli attrezzi i sequestratori hanno realizzato un doppiofondo contro una parete. E dal momento che contro quest'ultima vi sono dei ripiani colmi di vari oggetti, nessuno si accorge di nulla. Durante il film si passa dalla narrazione del presente alla narrazione degli interrogatori degli ostaggi (dunque successiva alla conclusione della rapina), per cercare di capire chi tra loro siano i rapinatori, ma Frazier e Mitchell non sono in grado di individuarli. E dato che nella banca risulta che niente sia stato rubato, il caso viene semplicemente insabbiato.
Dopo una settimana di attesa, durante la quale la banca ha ripreso la consueta attività, Dalton lascia il suo nascondiglio e si dirige verso l'uscita. Proprio in quel momento giunge Frazier che, insospettito e non soddisfatto che apparentemente non vi sia stata alcuna rapina o rapinatori, è venuto a controllare la cassetta di sicurezza 392, poiché si è accorto che ufficialmente essa non esiste. Dalton, non riconosciuto, infila nella tasca di Frazier un diamante, urtandolo sulla porta della banca. Frazier scopre che la 392 è stata svaligiata: Dalton e i suoi complici hanno preso i sacchetti di diamanti, ma hanno lasciato l'anello di Cartier affinché venisse rinvenuto: è la prova degli affari svolti dal proprietario della banca con i nazisti. Dopo avere affrontato direttamente Case nel suo ufficio, Frazier e Mitchell danno l'anello e l'indirizzo della commissione contro i crimini di guerra alla White. Case, venuto a conoscenza che il suo segreto è svelato, precipita nei sensi di colpa. Frazier torna a casa e scopre il diamante lasciatogli da Dalton: quel "dono" gli consentirà di regalare alla sua fidanzata l'anello che non si sarebbe mai potuto permettere.

## Citazioni
- Il film contiene un omaggio a Quel pomeriggio di un giorno da cani, diretto da Sidney Lumet nel 1975: in entrambi i film c'è infatti un garzone che consegna pizze a ostaggi e rapinatori, interpretato sempre dal medesimo attore.
- Nel primo dialogo con i rapinatori viene citato il film Serpico, sempre di Sidney Lumet con Al Pacino. Viene infine citata anche la scena del battesimo de Il padrino.
- In una sequenza viene inquadrato il cartone di una pizza con su scritto Sal's, evidente riferimento a Fa' la cosa giusta, diretto da Spike Lee nel 1989.

## Accoglienza

### Incassi
A fronte di un budget di 45 milioni di dollari, la pellicola ne ha incassati circa 88,5 milioni in Nord America e 97,5 milioni nel resto del mondo, per un totale di 186003591 $.

### Critica
Il film è stato accolto positivamente dalla critica. Sull'aggregatore di recensioni Rotten Tomatoes ha un indice di gradimento del 86% basato su 208 recensioni, con un voto medio di 7,4 su 10. Su Metacritic ottiene un punteggio di 76 su 100 basato su 39 recensioni.

## Sequel
Nel 2019 viene pubblicato su Netflix un sequel, Inside Man: Most Wanted, con protagonista Rhea Seehorn, interpretando un'agente del FBI. Il film è il seguito del film che viene girato nella banca federale statunitense, la Federal Reserve System.